# کاربوندیل (ایلینوی)
کاربوندیل، ایلینوی (به انگلیسی: Carbondale, Illinois) یک شهر در ایالات متحده آمریکا با جمعیت ۲۶٬۲۴۱ نفر است که در ایلی‌نوی واقع شده‌است.

## موقعیت جغرافیایی
موقعیت جغرافیایی شهرها و مناطق اطراف به شرح زیر است: